# Aníbal Moreno
Aníbal Ismael Moreno (San Fernando del Valle, Catamarca; 13 de mayo de 1999) es un futbolista argentino que juega como mediocampista en Sociedade Esportiva Palmeiras, de la Serie A de Brasil.

## Trayectoria

### Newell's Old Boys
Formado en las inferiores del Torino FC  y luego en Newell's Old Boys, debutó profesinalmente con ese equipo el 26 de febrero de 2019 en una victoria 3-0 a San Martín de San Juan. Convirtió su primer gol contra San Lorenzo en febrero de 2020. En el conjunto rosarino disputó 24 partidos.

### Racing Club
Llegó a Racing Club de la mano de Juan Antonio Pizzi por el un préstamo de 900 mil dólares por un año. En el primer semestre, logró disputar dos finales con La Academia, frente a River Plate y Colón. Sin embargo, ambas terminaron en derrotas, 5-0 y 3-0 respectivamente.
En la Liga Profesional 2021 marcó su primer gol en Racing frente a Estudiantes de La Plata por la fecha 14. Tres fechas después convertiría su segundo gol frente a Unión. En diciembre de ese mismo año se confirmó la compra del 50% de su pase.
En mayo de 2022, convirtió su tercer gol frente a Cuiabá Esporte Clube por la fase de grupos de la  Copa Sudamericana. Ese mismo mes, se realiza la compra de un 30% más de su pase.
En septiembre de ese mismo año, convirtió un gol agónico para la victoria de Racing Club ante Rosario Central, rival de su ex club Newell's Old Boys. El partido terminó 4-3 después de una remontada. Una fecha después, el 5 de octubre en Florencio Varela, convirtió el gol del empate frente a Defensa y Justicia para dejar el marcador 3-3.
El 6 de noviembre de 2022 se consagró campeón por primera vez en su carrera con Racing Club al ganar el Trofeo de Campeones de la Liga Profesional frente a Boca Juniors.
Su primer partido del 2023, sería la final de la Supercopa Internacional el 20 de enero, nuevamente ante Boca Juniors. La Academia lo ganaría por 2 a 1 y él conquistaría su segundo título oficial en su carrera. El 28 de mayo, convierte su sexto gol con la camiseta de Racing, nuevamente a Defensa y Justicia en el Estadio Norberto Tomaghello, para empatar el partido 1 a 1. El 28 de junio convierte ante Ñublense por la Copa Conmebol Libertadores, siendo su segundo tanto en una competencia internacional, ganando Racing 4 a 0 y permitiendo su clasificación a octavos de final. 
Jugando para Racing Club disputó 125 partidos en los que anotó 8 goles y aportó 4 asistencias. 

### Palmeiras
Su transferencia al Palmeiras del fútbol brasileño fue anunciada en noviembre de 2023 para el inicio de la temporada 2024 a cambio de 8 millones de dólares firmando un contrato hasta 2028.
Su debut se produjo frente al Grêmio Novorizontino en la primera fecha del Campeonato Paulista 2024, competición en la que también anotó su primer gol con la camiseta del Verdão, en esa ocasión frente al Mirassol en el marco de la décima jornada de dicho torneo.
En su primer semestre se coronó como campeón del Campeonato Paulista frente a Santos siendo elegido como la figura de la final en la que anotó uno de los goles, mientras que cayó en la final de la Supercopa Rei en el clásico frente a São Paulo Futebol Clube.

## Selección nacional

### Sub-20
Fue internacional con la Selección Argentina sub-20 durante 2018 y 2019. Jugó 14 partidos, convirtiendo un gol.

### Participaciones en Sudamericanos
| Torneo                   | Sede  | Resultado  | Partidos | Goles |
| ------------------------ | ----- | ---------- | -------- | ----- |
| Sudamericano Sub-20 2019 | Chile | Subcampeón | 8        | 1     |

### Participaciones en Copas del Mundo
| Torneo                   | Sede    | Resultado        | Partidos | Goles |
| ------------------------ | ------- | ---------------- | -------- | ----- |
| Copa Mundial Sub-20 2019 | Polonia | Octavos de final | 3        | 0     |

## Estadísticas

### Clubes
Actualizado hasta su último partido disputado el 17 de agosto de 2025.
| Club                              | Div.          | Temporada     | Liga  | Liga  | Liga   | Estatales | Estatales | Estatales | Copas nacionales | Copas nacionales | Copas nacionales | Torneos internacionales | Torneos internacionales | Torneos internacionales | Total | Total | Total  |
| Club                              | Div.          | Temporada     | Part. | Goles | Asist. | Part.     | Goles     | Asist.    | Part.            | Goles            | Asist.           | Part.                   | Goles                   | Asist.                  | Part. | Goles | Asist. |
| --------------------------------- | ------------- | ------------- | ----- | ----- | ------ | --------- | --------- | --------- | ---------------- | ---------------- | ---------------- | ----------------------- | ----------------------- | ----------------------- | ----- | ----- | ------ |
| C. A. Newell's Old Boys Argentina | 1.ª           | 2018-19       | 3     | 0     | 0      | —         | —         | —         | 1                | 0                | 0                | —                       | —                       | —                       | 4     | 0     | 0      |
| C. A. Newell's Old Boys Argentina | 1.ª           | 2019-20       | 12    | 1     | 1      | —         | —         | —         | —                | —                | —                | —                       | —                       | —                       | 12    | 1     | 1      |
| C. A. Newell's Old Boys Argentina | 1.ª           | 2020-21       | —     | —     | —      | —         | —         | —         | 8                | 0                | 1                | —                       | —                       | —                       | 8     | 0     | 1      |
| C. A. Newell's Old Boys Argentina | Total club    | Total club    | 15    | 1     | 1      | 0         | 0         | 0         | 9                | 0                | 1                | 0                       | 0                       | 0                       | 24    | 1     | 2      |
| Racing Club Argentina             | 1.ª           | 2021          | 22    | 2     | 0      | —         | —         | —         | 14               | 0                | 0                | 6                       | 0                       | 0                       | 42    | 2     | 0      |
| Racing Club Argentina             | 1.ª           | 2022          | 26    | 2     | 0      | —         | —         | —         | 16               | 0                | 0                | 5                       | 1                       | 0                       | 47    | 3     | 0      |
| Racing Club Argentina             | 1.ª           | 2023          | 16    | 2     | 1      | —         | —         | —         | 11               | 0                | 1                | 9                       | 1                       | 2                       | 36    | 3     | 4      |
| Racing Club Argentina             | Total club    | Total club    | 64    | 6     | 1      | 0         | 0         | 0         | 41               | 0                | 1                | 20                      | 2                       | 2                       | 125   | 8     | 4      |
| S. E. Palmeiras · Brasil          | 1.ª           | 2024          | 34    | 1     | 1      | 16        | 2         | 0         | 5                | 0                | 0                | 7                       | 1                       | 1                       | 62    | 4     | 2      |
| S. E. Palmeiras · Brasil          | 1.ª           | 2025          | 14    | 0     | 0      | 12        | 0         | 0         | 3                | 0                | 0                | 8                       | 0                       | 1                       | 37    | 0     | 1      |
| S. E. Palmeiras · Brasil          | Total club    | Total club    | 48    | 1     | 1      | 28        | 2         | 0         | 8                | 0                | 0                | 15                      | 1                       | 2                       | 99    | 4     | 3      |
| Total carrera                     | Total carrera | Total carrera | 127   | 8     | 3      | 28        | 2         | 0         | 58               | 0                | 2                | 35                      | 3                       | 4                       | 248   | 13    | 9      |
| 1. 2. 3. 4.                       |               |               |       |       |        |           |           |           |                  |                  |                  |                         |                         |                         |       |       |        |

### Selección
- Actualizado hasta el 2019.

| Club              | Año               | Amistoso | Amistoso | Amistoso | Sudamericano | Sudamericano | Sudamericano | Mundial | Mundial | Mundial | Total | Total | Total  |
| Club              | Año               | Part.    | Goles    | Asist.   | Part.        | Goles        | Asist.       | Part.   | Goles   | Asist.  | Part. | Goles | Asist. |
| ----------------- | ----------------- | -------- | -------- | -------- | ------------ | ------------ | ------------ | ------- | ------- | ------- | ----- | ----- | ------ |
| Sub-20 Argentina  | 2019              | 3        | 0        | 0        | 8            | 1            | 1            | 3       | 0       | 0       | 14    | 1     | 1      |
| Sub-20 Argentina  | Total             | 3        | 0        | 0        | 8            | 1            | 1            | 3       | 0       | 0       | 14    | 1     | 1      |
| Total selecciones | Total selecciones | 3        | 0        | 0        | 8            | 1            | 1            | 3       | 0       | 0       | 14    | 1     | 1      |

## Palmarés

### Campeonatos regionales
| Título              | Club            | Región    | Año  |
| ------------------- | --------------- | --------- | ---- |
| Campeonato Paulista | S. E. Palmeiras | São Paulo | 2024 |

### Campeonatos nacionales
| Título                  | Club        | País      | Año  |
| ----------------------- | ----------- | --------- | ---- |
| Trofeo de Campeones     | Racing Club | Argentina | 2022 |
| Supercopa Internacional | Racing Club | Argentina | 2022 |

### Otras finales disputadas
- Subcampeón de la Supercopa Argentina 2019 con Racing Club en 2021.
- Subcampeón de la Copa de la Liga Profesional 2021 con Racing Club.
- Subcampeón de la Supercopa Rei 2024 con Palmeiras.